# زوران ستجيبانوفيك
زوران ستجيبانوفيك هو لاعب كرة قدم صربي في مركز الوسط، ولد في 13 يونيو 1975 في بلغراد في صربيا. لعب مع سبارتاك سوبتيتسا ونادي أومونيا.

## وصلات خارجية
- زوران ستجيبانوفيك على موقع قاعدة بيانات كرة القدم.إي يو (الإنجليزية)
- زوران ستجيبانوفيك على موقع عالم كرة القدم.نت (الإنجليزية)